# Bolbitis novoguineensis
Bolbitis novoguineensis là một loài dương xỉ trong họ Dryopteridaceae. Loài này được Hennipman mô tả khoa học đầu tiên năm 1977.
Danh pháp khoa học của loài này chưa được làm sáng tỏ. 